# Platja de Cabrera
La platja de Cabrera és una platja de la costa del Maresme, situada al municipi de Cabrera de Mar (Maresme), en un entorn residencial, industrial i agrícola. Limita al sud amb el torrent del Molí, que la separa de la platja de Vinyals, i al nord amb la riera d'Argentona, al límit amb el terme municipal de Mataró. Està subdividida en tres sectors: platja del Molí, des del torrent del mateix nom fins al torrent de les Barraqueres; platja de Santa Margarida, enfront del barri comercial del mateix nom, entre el torrent de les Barraqueres i la riera d'Agell; i platja de Les Sènies, entre la riera d'Agell i la riera d'Argentona. Orientada al sud-sud-est, té una longitud de 1.100 metres i una amplada que oscil·la entre els noranta i els deu metres a mesura que s'aproxima a la riera d'Argentona. Està formada per sorra gruixuda, amb un pendent d'entrada a l'aigua molt fort. Entre la platja de Cabrera i les platges de Mataró, paral·lel a la via del tren, hi ha un camí transitable per anar a peu i en bicicleta.
L'Agència Catalana de l'Aigua efectua un control setmanal de la qualitat de l'aigua, durant la temporada de bany, amb el resultat d'excel·lent.